# Čisovice

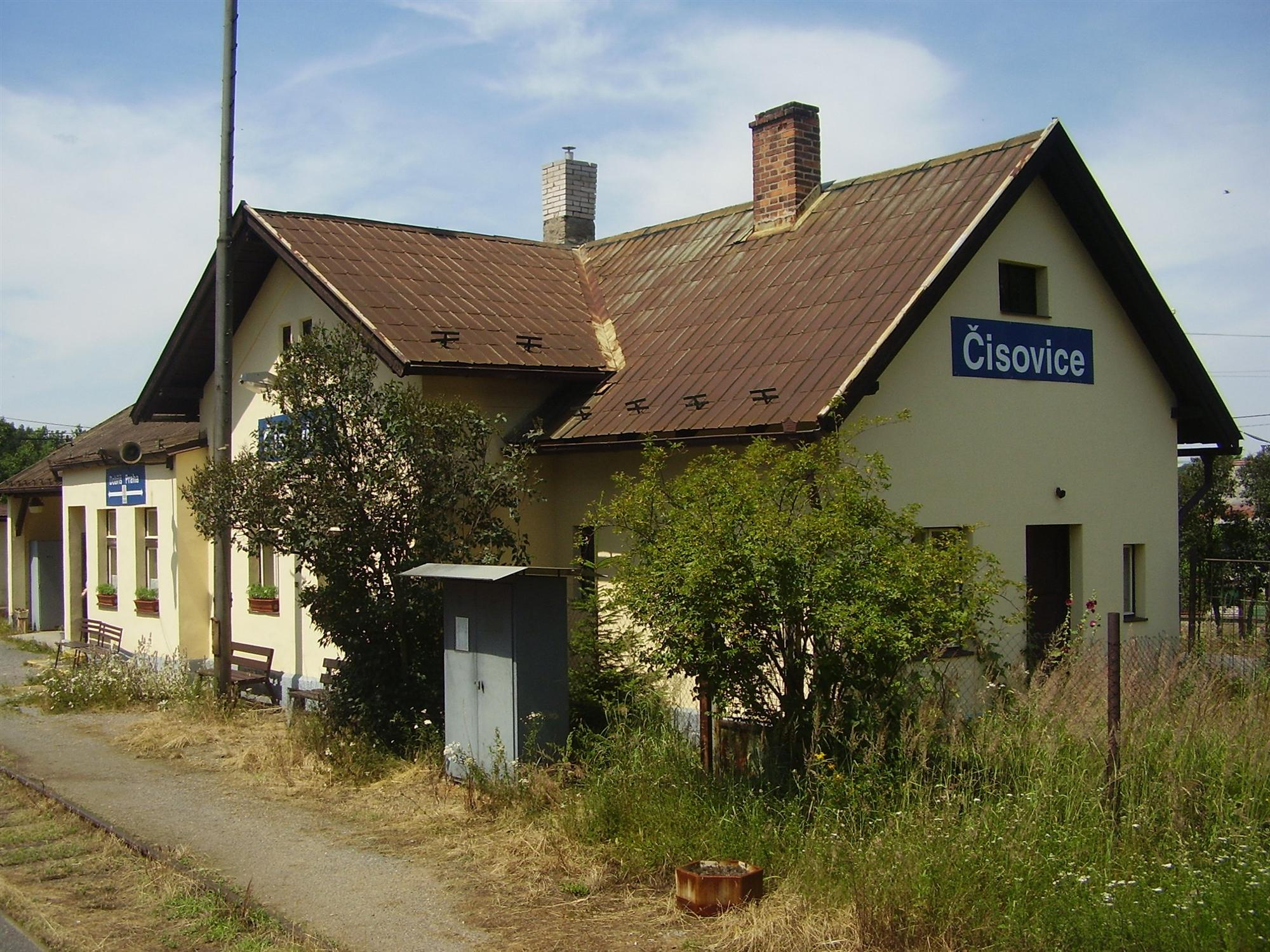
Bahnhof Čisovice

Čisovice (deutsch Čisowitz, auch Tschisowitz) ist eine Gemeinde in Tschechien. Sie liegt vier Kilometer östlich von Mníšek pod Brdy und gehört zum Okres Praha-západ.

## Geographie
Čisovice befindet sich im Tal des Baches Bojovský potok (Mnischeker Bach) am Rande des Dešiny-Waldes in den nordöstlichen Ausläufern der Brdská vrchovina. Nördlich erheben sich die Pahorka (404 m) und der Vršek (413 m), im Nordosten die Babka (397 m), östlich der Velký Budín (422 m), im Südosten der Malý Budín (442 m) und der Horní vrch (439 m), südlich die Plavecká (446 m) sowie im Südwesten der Pleš (490 m) und die Hora (448 m). Gegen Nordwesten liegt der Teich Sýkorník. Am südlichen Ortsrand verläuft die Bahnstrecke Dobříš–Praha-Modřany, von der bei Čisovice eine Zweigbahn zur Kovohutě Mníšek a.s. führt.
Nachbarorte sind Veselka, Řitka und Líšnice im Norden, Čtvrt Svatopluka Čecha, Vandrlice und Bojov im Nordosten, Pod Dešinami im Osten, Bojanovice und Bratřínov im Südosten, Borecky, Malá Lečice, Velká Lečice, Jamky und Senešnice im Süden, Zahořany im Südwesten, Rymaně, Kamenné, Mníšek pod Brdy und Lucký Mlýn im Westen sowie Bažantnice und Skalka im Nordwesten.

## Geschichte
Die erste schriftliche Erwähnung des Dorfes erfolgte im Jahre 1037, als Herzog Břetislav I. dem Benediktinerkloster Insula die Honigwirtschaft in Čisovice (Cvsowicyh debitores mellis) überließ. Nach Profous entstand der Ortsname Cvsowice aus der ursprünglichen Namensform Tisovice und hat seinen Ursprung in einem Personennamen Tis oder von den in der Gegend bis heute vorkommenden Eiben. König Přemysl Ottokar I. bestätigte dem Kloster 1205 den Besitz. Im Jahre 1321 ist Udalrich Zajíc von Žebrák als Besitzer des Dobříšer Burglehns Čisovice nachweislich. Das Lehn bestand ursprünglich nur aus den Höfen Bauschkowsky und Leskowsky. Seit dem 14. Jahrhundert wurde am Bojovský potok nach Gold geseift; es wird angenommen, dass sich der Name der beiden Budín-Berge von den Buden, in denen die Seifner wohnten, ableitet. Seit 1409 gehört das Dorf Čisovice zur neu gebildeten Herrschaft Mnischek. Das Lehngut Čisovice bildete innerhalb deren eine Enklave. 1487 erwarben die Grafen Wratislaw von Mitrowitz die Herrschaft Mnischek. Nachdem der Besitzer des Gutes Řitka, Jan Věžský, im Wald an der Passauer Straße eine neue Ausspanne errichtet hatte, die sehr zum Nachteil der Wirtschaften in Čísovice und Mníšek von den Fuhrleuten gut frequentiert wurde, verklagten die Grafen Wratislaw Jan Věžský 1586 erfolgreich wegen unberechtigten Ausschanks an einem Platz, der zuvor Wald war. Die Brüder Friedrich und Wenzel Euseb Wratislaw von Mitrowitz verkauften die während des Dreißigjährigen Krieges ruinierte Herrschaft Mnischek 1655 an den Prager Bürger und Gerber Servatius Engel von Engelfluß. Dieser ließ 1656 in Čísovice eine große Gerberei errichten. Die Mühle Bláhův mlýn wurde als Lohmühle und Sägewerk wiederaufgebaut, ebenso ließ er den Kretscham Na Špalandě wiederherstellen. Engel von Engelfluß förderte den Wiederaufbau der 1639 von den Schweden verwüsteten Gegend und erließ seinen Untertanen für 17 Jahre die Abgaben. Er vereinigte die Herrschaft Mnischek mit dem Lehngut Chrastitz und erhob sie am 1. August 1661 zum Familienfideikommiss. 1668 kaufte Engel von Engelfluß noch das Dorf Bojow und den Lehnhof Bouškovský (Hof Bauschkowsky) in Čisowitz hinzu. 1743 verstarb Ignaz Karl Engel von Engelfluß ohne Nachkommen, die Fideikommissherrschaft Mnischek fiel seiner Schwester Maria Victoria, verwitwete Freiin Unwerth zu. Ihr folgte deren Sohn Ignaz Freiherr von Unwerth, der 1764 in den Grafenstand erhoben wurde. 1802 kaufte Joseph Graf Unwerth das Lehngut Čisowitz. Mit Ignaz von Unwerth erlosch am 29. April 1829 das Geschlecht der Grafen Unwerth im Mannesstamme. Wegen eines Rechtsstreits um das Erbe stand die Herrschaft danach neun Jahre unter landtäfliger Verwaltung. Im Jahre 1838 wurde die Herrschaft Mnischek schließlich Ignaz Unwerths Enkelin Maria Anna Gräfin Pachta von Rájov, geborene von Steinbach und deren Mann Karl zugesprochen, Marie de Silva-Tarouca wurde mit einem Gut befriedigt. 1838 wurde in Čisowitz eine Dorfschule eingerichtet, zuvor wurden die Čisowitzer Kinder in Mnischek und die Bojower in Lischnitz unterrichtet. Das Lehngut Čisowitz wurde am 1. Mai 1846 vom Fideikommiss abgetrennt und an den k.k. Kämmerer Eugen Graf von Sylva-Taroucca-Unwerth verkauft. Zum Lehngut gehörten das Dorf Bojow (Bojov), ein Anteil von Čisowitz sowie drei Häuser von Zahořan.
Im Jahre 1846 bestand das im Berauner Kreis gelegene Dorf Čisowitz aus 92 Häusern mit 602 Einwohnern. 67 Häuser waren der Fideikommissherrschaft Mnischek untertänig, die übrigen 25 bildeten das Lehngut Čisowitz. Zum Mnischeker Anteil gehörten ein obrigkeitliches Jägerhaus und eine Mühle mit Brettsäge, zum Lehngut ein Meierhof. Die von der Gemeinde unterhaltene Schule gehörte zum Lehngut. Auch kirchlich war Čisowitz zweigeteilt; 55 der Häuser waren nach St. Kilian (Svatý Kilián) und 37 nach Mnischek gepfarrt. Bis zur Mitte des 19. Jahrhunderts blieb Čisowitz anteilig dem örtlichen Lehngut bzw. der Fideikommissherrschaft Mnischek untertänig. Die Verwaltung und Gerichtsbarkeit für das Lehngut wurden vom Amt des Gutes Trnowa wahrgenommen.
Nach der Aufhebung der Patrimonialherrschaften bildete Čisovice / Čisowitz ab 1850 mit dem Ortsteil Bojovy eine Gemeinde im Gerichtsbezirk Zbraslav. In der nachfolgenden Zeit entstanden in Čisovice mehrere Lehmgruben und Ziegeleien. 1863 wurde ein eigenes Schulhaus eingeweiht. Ab 1868 gehörte die Gemeinde zum Bezirk Smichow. Im Jahre 1897 nahm die Lokalbahn Čerčan–Modřan–Dobříš den Zugverkehr auf. Zum Ende des 19. Jahrhunderts wurde Čísovice als amtlicher Ortsname gebräuchlich, 1924 wurde wieder die Schreibweise Čisovice eingeführt und der Ortsteil Bojovy erhielt den amtlichen Namen Bojov. Im selben Jahre entstand im Tal des Bojovský potok die Trampsiedlung Údolí stínů. Im Jahre 1927 wurde die Gemeinde dem Okres Praha-venkov zugeordnet. Im Jahre 1932 lebten in Čisovice mit Bojov 718 Personen. Zu dieser Zeit standen in Čisovice drei Ziegeleien in Betrieb, 1939 kam noch eine vierte hinzu. Die herrschaftliche Ziegelei erreichte eine Jahresproduktion von 120.000 Ziegelsteinen. 1942 wurde die Gemeinde Teil des Okres Praha-venkov-jih. Während der deutschen Besatzung verhaftete die Gestapo im Herbst 1943 mehrere Einwohner von Čisovice wegen des Verbergens feindlicher Personen. Sechs der Verhafteten wurden am 24. September 1943 im Gefängnis Pankrác hingerichtet, das Todesurteil gegen eine zu dieser Zeit Schwangere wurde im Jahr darauf nach der Entbindung vollstreckt. 1949 wurde Čisovice dem Okres Praha-jih zugeordnet, seit 1960 gehört die Gemeinde zum Okres Praha-západ. In den Jahren 1977, 1981, 1995 und 2002 wurden Teile der Gemeinde bei Hochwassern des Bojovský potok überschwemmt. Am 1. April 2007 lebten in den 250 Häusern des Ortsteiles Čisovice 571 Personen, Bojov bestand aus 104 Häusern und hatte 219 Einwohner.

## Gemeindegliederung
Die Gemeinde Čisovice besteht aus den Ortsteilen Bojov (Bojau) und Čisovice (Čisowitz).

## Sehenswürdigkeiten
- Kapelle Mariä Heimsuchung in Čisovice, erbaut 1854
- Denkmal für die Gefallenen des Ersten Weltkrieges in Čisovice, enthüllt 1921, später wurde es um eine Gedenktafel mit den Namen der Opfer der Okkupation ergänzt
- Kapelle in Bojov, errichtet 1897 mit finanzieller Unterstützung durch die Lokalbahn Čerčan–Modřan–Dobříš
- Denkmal für die Gefallenen des Ersten Weltkrieges in Bojov, errichtet 1923
- Geschützte Stieleiche am Teich Bouškovák
- Geschützte Roteibe am Gemeindeamt

## Söhne und Töchter der Gemeinde
- Zdeněk Kudrna (1946–1982), siebenmaliger tschechoslowakischer Landesmeister im Speedway